# Dorfkirche Dabergotz

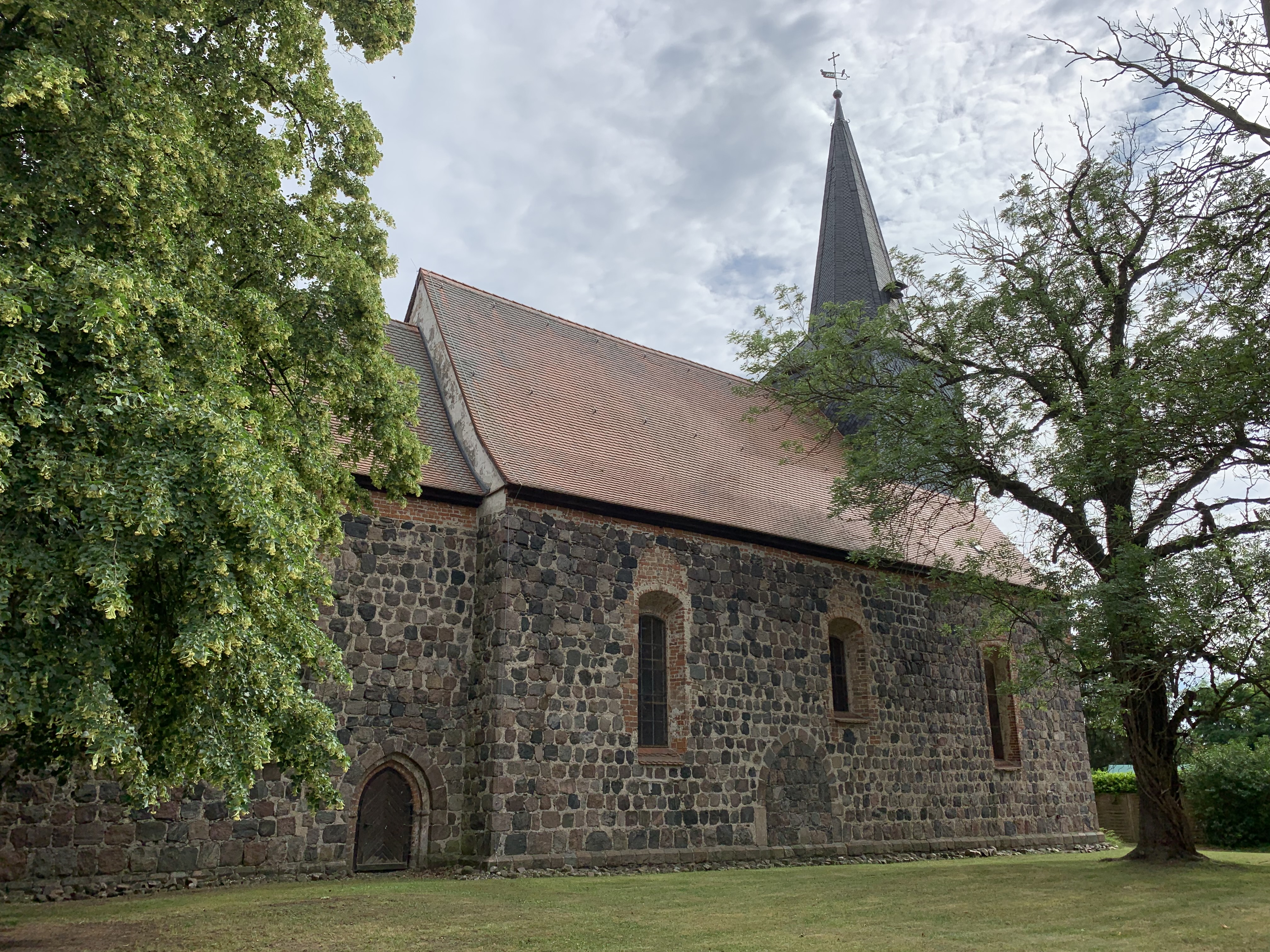
Dorfkirche Dabergotz

Die evangelische Dorfkirche Dabergotz ist eine Feldsteinkirche aus der zweiten Hälfte des 13. Jahrhunderts in Dabergotz, einer Gemeinde im Landkreis Ostprignitz-Ruppin im Land Brandenburg. Die Kirchengemeinde gehört zum Kirchenkreis Wittstock-Ruppin der Evangelischen Kirche Berlin-Brandenburg-schlesische Oberlausitz.

## Lage
Die Bundesstraße 167 führt von Südwesten kommend in nordöstlicher Richtung durch den Ort. Im historischen Dorfanger zweigt die Neue Straße nach Süden, die Bahnhofstraße nach Norden. Die Kirche steht südwestlich dieser Kreuzung auf einem Grundstück mit einem Kirchfriedhof, der mit einer Mauer aus unbehauenen und nicht lagig geschichteten Feldsteinen eingefriedet ist.

## Geschichte
Der Sakralbau entstand in der zweiten Hälfte des 13. Jahrhunderts. Das Amt Temnitz erwähnt eine „nachhaltige Verwüstung“ des Ortes im Dreißigjährigen Krieg sowie eine Brandschatzung anlässlich des Schwedeneinfalls 1674/1675. 1712 wurde das ursprüngliche verbaute Kreuzrippengewölbe durch eine hölzerne Tonne ersetzt. 1773 veränderten Handwerker die Fassade, indem sie die zuvor spitzbogigen Fenster „barock“ vergrößerten. In den Jahren 1959 sowie nach 1996 erfolgten Restaurierungsarbeiten.

## Baubeschreibung

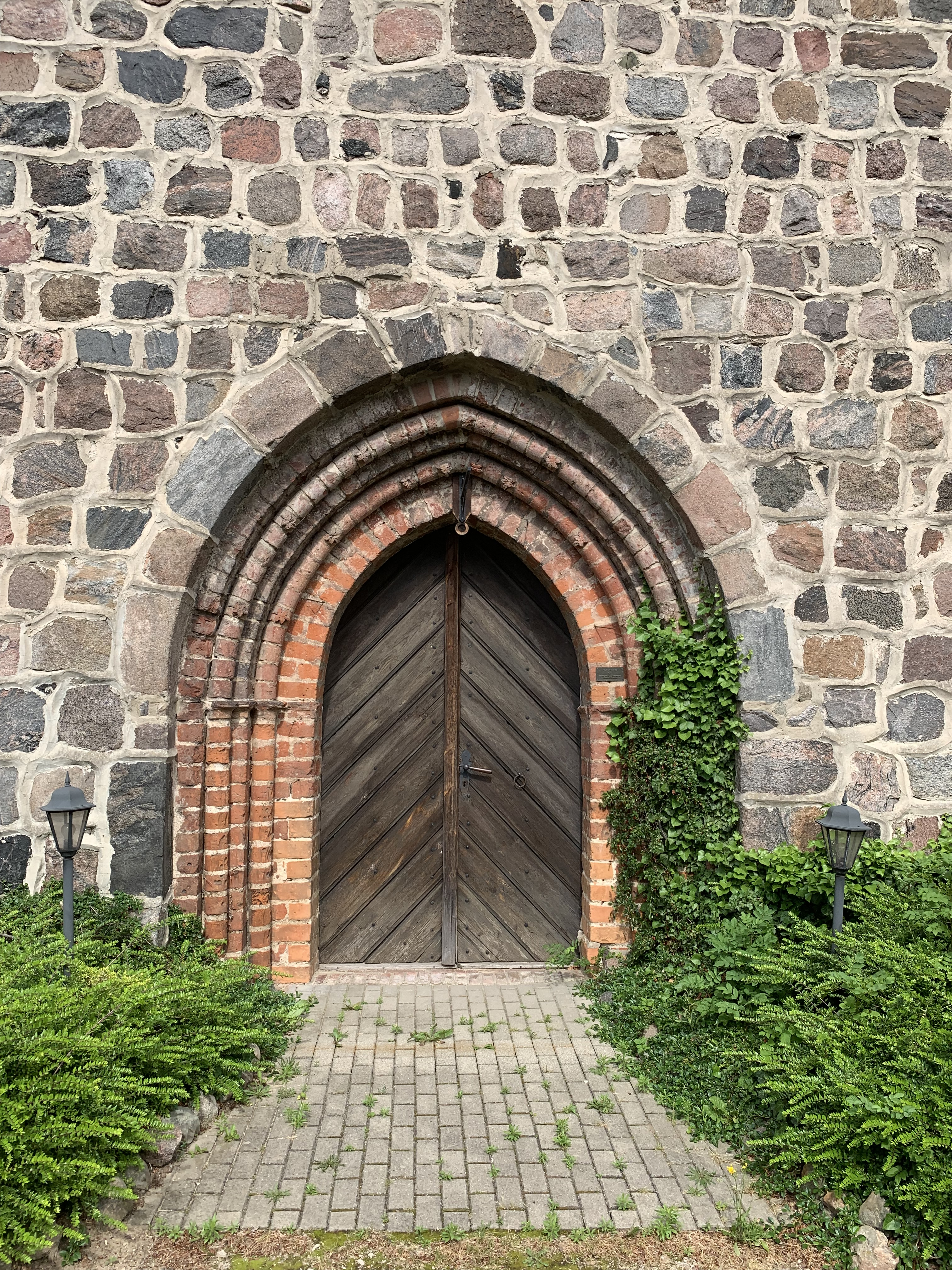
Westportal

Das Bauwerk wurde im Wesentlichen aus Feldsteinen errichtet, die weitgehend lagig geschichtet und behauen wurden. Der Chor ist gerade und leicht eingezogen. An der Ostwand befand sich ursprünglich ein einzelnes, spitzbogenförmiges Fenster. Es wurde wie auch die übrigen Öffnungen 1773 verändert und ist nun gedrückt-segmentbogenförmig. Für die Ausbesserungsarbeiten nutzten Maurer dabei rötlichen Mauerstein. Aus diesem Material errichteten sie auch den Giebel, in dem drei große, spitzbogenförmige und verputzte Blenden eingelassen sind. In der Chornordwand ist ein großes und segmentbogenförmiges Fenster, dessen Höhe sich annähernd über die gesamte Fassade erstreckt. Rechts daneben ist eine Priesterpforte, die aus der Bauzeit stammen dürfte. Sie ist ungewöhnlich reich aus Rundstäben mit Kämpfer gearbeitet. Am Übergang zum Dachfirst sind Ausbesserungen aus rötlichem Mauerstein erkennbar. An der Südseite ist ebenfalls ein großes Fenster. Rechts unterhalb sind die Reste eines großen Bogens mit einer kleinen, zugesetzten Pforte erkennbar. Es ist denkbar, dass an dieser Stelle ursprünglich eine Sakristei angebaut war, die zu einem späteren Zeitpunkt abgebrochen wurde.
Das Kirchenschiff hat einen rechteckigen Grundriss. An der Nordseite ist nach Westen und Osten hin je ein großes Rundbogenfenster, mittig ein kleineres und hochgesetztes Fenster. Links unterhalb ist eine zugesetzte Pforte erkennbar, die ebenfalls aus der Bauzeit stammen dürfte. Die Fenster an der Südseite sind achssymmetrisch angeordnet.
Daran schließt sich nach Westen der Kirchturm an. Er kann von Westen her durch ein aufwändig und dreifach getrepptes Portal betreten werden. Hier wurden wie auch an der Priesterpforte Rundstäbe verbaut, die mit verzierten Kelchkapitellen verziert sind. Der Westgiebel ist, wie auch der übrige Turmhelm mit Schiefer verkleidet. Der Helm hat einen quadratischen Grundriss und je eine oben und mittig angebrachte Turmuhr. Daneben sind an der West- und Ostseite zwei, an der Nord- und Südseite je eine Klangarkade. Darüber geht der Aufsatz in einen achteckigen Knickhelm über, der mit Turmkugel und Kreuz abschließt.

## Ausstattung
Der hölzerne und barocke Kanzelaltar stammt aus dem Anfang des 18. Jahrhunderts und ist zwischen zwei doppelt angeordneten, korinthischen Säulen verbaut, die mit Schnitzwangen verziert sind. Oberhalb des bauchigen Kanzelkorbs ist ein Schalldeckel mit einem gesprengten Giebel; darüber ein Heiligenschein.
Zur weiteren Kirchenausstattung gehört ein schwebender Taufengel mit einer Muschelschale, der in der ersten Hälfte des 18. Jahrhunderts entstand. Er ist rund 1,64 Meter groß und stammt aus einer namentlich nicht bekannten, regional tätigen Schnitzwerkstatt, die bereits Arbeiten für die Dorfkirche Beetz, die Dorfkirche Gottberg und in Goldbeck (Wittstock/Dosse) ausführte. Er ist mit einem zweiteiligen, schlichten und weißen Gewand bekleidet, dessen Ärmelaufschläge, Säume und Kragen vergoldet sind. Ebenso wurden die Haare, die Flügel sowie die Muschel mit einer Goldauflage versehen. 2002 wurde der Engel restauriert.
Auf der Westempore steht eine Orgel mit einem neogotischen Prospekt. Der Turmbogen ist zugesetzt, der spitzbogige Triumphbogen noch erhalten. An der Südseite des Chors ist eine Nische bestehend aus drei Kleeblattbögen auf Backsteinsäulen, in der Sedilien aufgestellt sind.
Südöstlich der Kirche steht – integriert in die Einfriedung – ein steinerner Torbogen mit zwei Namenstafeln und einem Relief, das einen Stahlhelm zeigt. Es erinnert an die Gefallenen aus dem Ersten Weltkrieg.